# لوئیس مایلستون

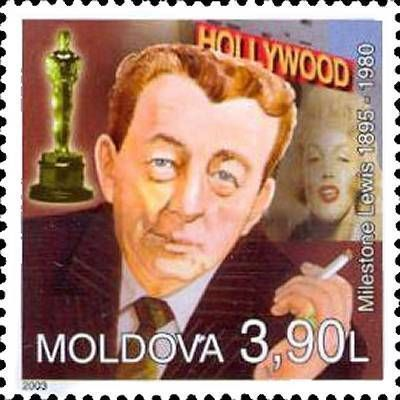

لوئیس مایلستون (به انگلیسی: Lewis Milestone) (زاده ۳۰ سپتامبر ۱۸۹۵ - درگذشته ۲۵ سپتامبر ۱۹۸۰) کارگردان، فیلم‌نامه‌نویس و تهیه‌کننده روسی-آمریکایی بود.

## زندگی‌نامه
مایلستون در ۱۸۹۵ در کیشیناو، بسارابیا، امپراتوری روسیه زاده شد. بعد از تحصیل در روسیه، آلمان و بلژیک در ۱۹۱۳ به ایالات متحده عزیمت می‌کند. به هنگام جنگ جهانی اول در ۱۹۱۷ به خدمت ارتش در می‌آید. بعد از خاتمهٔ جنگ در سال ۱۹۲۰ کار سینما را با تدوین آغاز می‌کند. یک سال بعد به عنوان تدوین‌کننده و دستیار کارگردان با هنری کینگ همکاری می‌نماید. سرانجام خود به کارگردانی روی آورده و اولین فیلمش ار در ۱۹۲۵ می‌سازد. از ۱۹۳۳ تا ۱۹۳۷ یعنی به مدت چهار سال نمایشنامه‌های زیادی را در برادوی کارگردانی نموده و بعداً نیز کارش را به عنوان تهیه‌کننده تئاتر دنبال می‌کند

## جوایز اسکار
| سال     | جایزه                   | فیلم                  | نتیجه    |
| ------- | ----------------------- | --------------------- | -------- |
| ۱۹۲۷–۲۸ | بهترین کارگردانی (کمدی) | دو شوالیه عرب         | برنده    |
| ۱۹۲۹–۳۰ | بهترین کارگردانی        | در جبهه غرب خبری نیست | برنده    |
| ۱۹۳۰–۳۱ | بهترین کارگردانی        | صفحه نخست             | نامزدشده |
| ۱۹۳۹    | بهترین فیلم             | موش‌ها و آدم‌ها         | نامزدشده |

## فیلمشناسی
1. هفت گناهکار (۱۹۲۵)
2. غارنشین (۱۹۲۵)
3. کلوندایک جدید (۱۹۲۶)
4. دو شب عربی (۱۹۲۷)
5. برادر کوچک (۱۹۲۷)
6. باغ عدن (۱۹۲۸)
7. طوفان
8. هیاهو
9. ساخت و پاخت (۱۹۲۸)
10. خیانت (۱۹۲۹)
11. شب‌های نیویروک (۱۹۲۹)
12. در جبهه غرب خبری نیست (۱۹۳۰ جایزه اسکار بهترین فیلم)
13. سرمقاله (۱۹۳۱)
14. باران (۱۹۳۲)
15. هاله لویا من یک ولگردم (۱۹۳۳)
16. ناخدا از دریا متنفر است (۱۹۳۴)
17. پاریس در بهار (۱۹۳۵)
18. هر چیزی ممکن است (۱۹۳۶)
19. ژنرال در سپیده مرد (۱۹۳۶)
20. شب شب‌ها (۱۹۳۹)
21. موش‌ها و آدم‌ها (۱۹۴۰)
22. شرکای خوش اقبال (۱۹۴۰)
23. جبههٔ روسی ما (۱۹۴۲)
24. ستاره قطبی
25. لبه تاریکی
26. زندگی من با کارولین
27. قلب ارغوانی (۱۹۴۴)
28. گردشی در آفتاب (۱۹۴۵)
29. عشق عجیب مارتا آیورز (۱۹۴۶)
30. طاق نصرت (۱۹۴۸)
31. نه گناهکار (۱۹۴۸)
32. اسب سرخ (۱۹۴۹)
33. تالارهای مونته زوما (۱۹۵۱)
34. کانگارو (۱۹۵۲)
35. بینوایان
36. ملبا (۱۹۵۳)
37. آن‌ها که جرات می‌کنند (۱۹۵۵)
38. بیوه (۱۹۵۵)
39. تپهٔ پورک چاپ (۱۹۵۹)
40. ۱۱ یار اوشن (۱۹۶۰)
41. شورش در کشتی بونتی
42. برادر کوچک
43. دو شوالیه عرب